# Huangling (köping i Kina)
Huangling (kinesiska: 黄凌, 黄凌镇) är en köping i Kina. Den ligger i den autonoma regionen Guangxi, i den södra delen av landet, omkring 200 kilometer öster om regionhuvudstaden Nanning. Antalet invånare är 24210. Befolkningen består av 11 354 kvinnor och 12 856 män. Barn under 15 år utgör 28,0 %, vuxna 15-64 år 64 %, och äldre över 65 år 7,0 %.
Genomsnittlig årsnederbörd är 2 340 millimeter. Den regnigaste månaden är augusti, med i genomsnitt 371 mm nederbörd, och den torraste är januari, med 31 mm nederbörd.